# Javier Navarrete
Javier Navarrete (* 1956 in Teruel) ist ein spanischer Komponist, der vor allem für seine Filmmusik bekannt ist.

## Leben
Navarrete zog mit 19 Jahren nach Barcelona. Hier bildete er in den 1980er Jahren ein vor allem für Elektronische Musik bekanntes Duo mit dem heutigen Filmmusikkomponisten Alberto Iglesias. Navarrete komponierte Filmmusiken zunächst für katalanische TV-Serien und Fernsehfilme und zunehmend auch für Kinoproduktionen. International bekannt wurde er für seine Filmmusik zu Guillermo del Toros Pans Labyrinth. Zuvor hatte er bereits für del Toros Film The Devil’s Backbone (2001), der ebenfalls im Spanien der Franco-Zeit spielt, die Filmmusik geschrieben. Für die Kompositionen in Pans Labyrinth wurde er 2007 unter anderem für den spanischen Filmpreis Goya und den Oscar nominiert. Neben Guillermo del Toro sind Antonio Chavarrías, Agustí Villaronga und María Lidón Regisseure, mit denen Navarrete wiederholt zusammengearbeitet hat.

## Filmografie (Auswahl)
- 1987: Tras el cristal
- 1996: Susanna
- 1997: Un amor clar-obscur
- 2000: El Mar – Das Meer (El mar)
- 2001: The Devil’s Backbone (El espinazo del diablo)
- 2001: Náufragos – Gestrandet (Stranded: Náufragos)
- 2002: Volverás
- 2002: Wenn die Glocke 13 schlägt (Trece campanadas)
- 2003: Ein gefährlicher Kuss (Dot the I)
- 2004: Yo, puta
- 2006: Pans Labyrinth (El laberinto del fauno)
- 2008: Mirrors
- 2008: Tintenherz (Inkheart)
- 2009: The Hole – Wovor hast Du Angst? (The Hole)
- 2010: The Warrior’s Way
- 2012: Zorn der Titanen (Wrath of the Titans)
- 2012: Hemingway & Gellhorn
- 2012: Byzantium
- 2018: Greta
- 2021: Antlers
- 2022: Mr. Harrigan’s Phone
- 2022: Sound of Freedom

## Auszeichnungen
- 2007: Premio Ariel für Pans Labyrinth[1]
- 2012: Emmy für Hemingway & Gellhorn[2]
- 2012: BMI Film & TV Award für Zorn der Titanen[3]